# 斯基蘭迪斯香腸

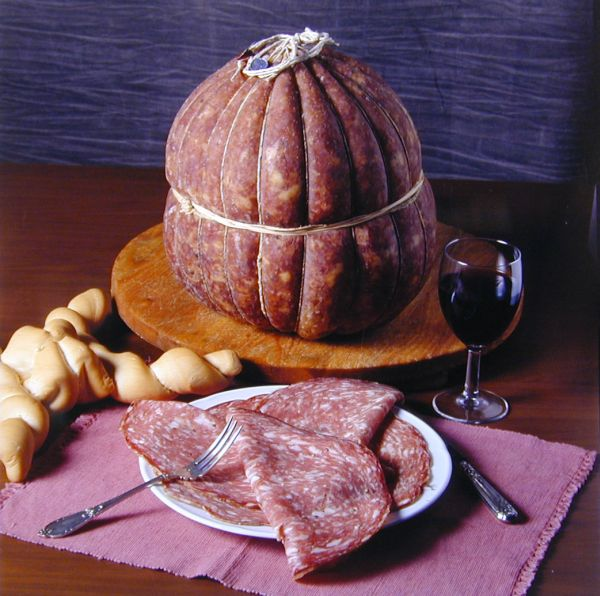
斯基蘭迪斯香腸

斯基蘭迪斯香腸（立陶宛語：或）是立陶宛一種熟成肉腸，以肉類、脂肪、鹽、胡椒和大蒜製成。傳統作法是以豬的胃或膀胱做為腸衣，灌入碎肉後曬乾或冷燻。斯基蘭迪斯香腸起源於16世紀，當時立陶宛大公國各地都有文件提到這種香腸。
如今，這一名詞已成為歐洲聯盟「傳統特產保證」保護對象。立陶宛原本想直接申請保護這個單字，但在審查過程中遭致它國反對，才改為，意為「立陶宛斯基蘭迪斯香腸」。